# Turbina de gas Austin de 250 CV

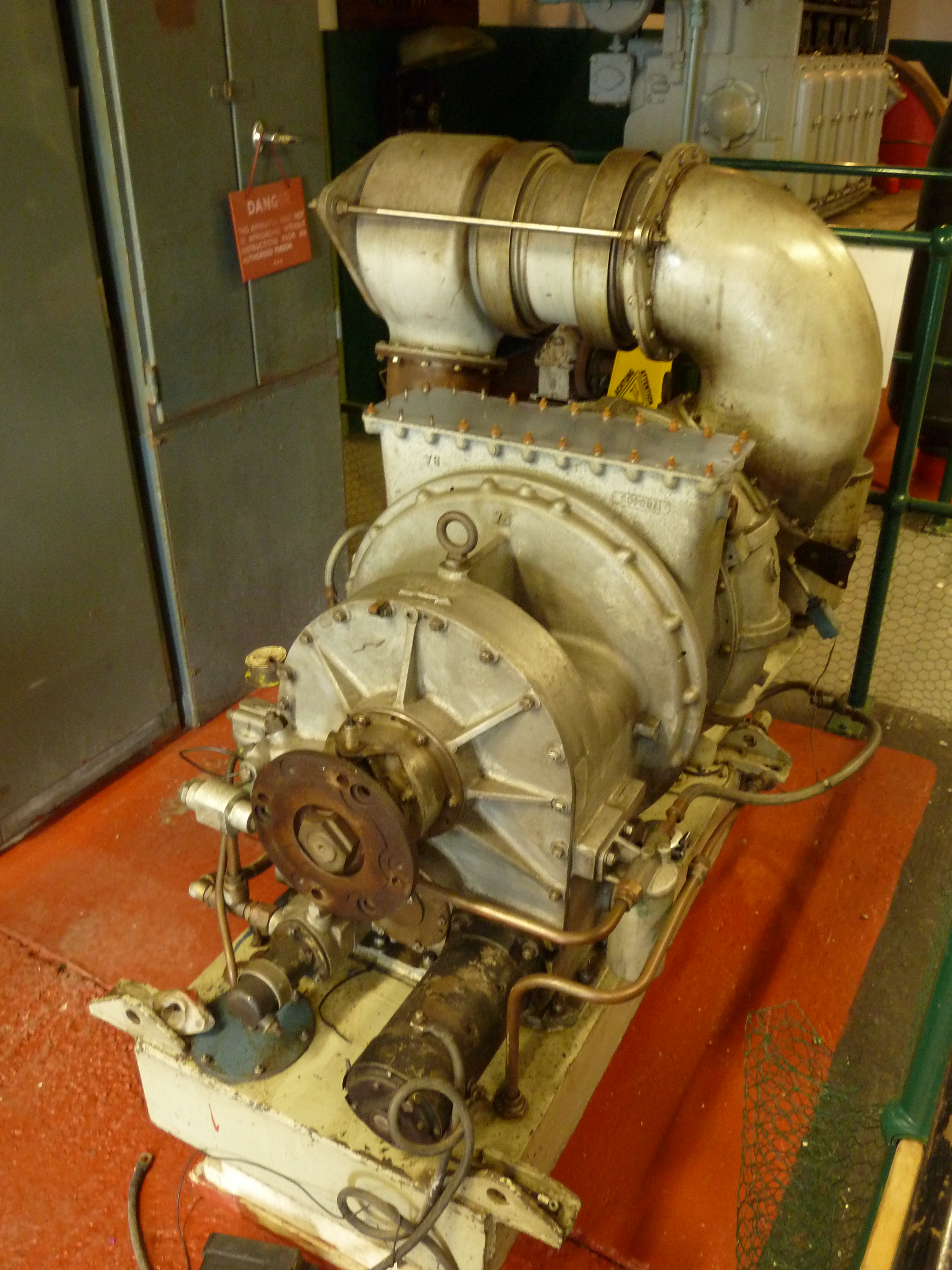
Turbina de gas Austin en el museo Internal Fire.

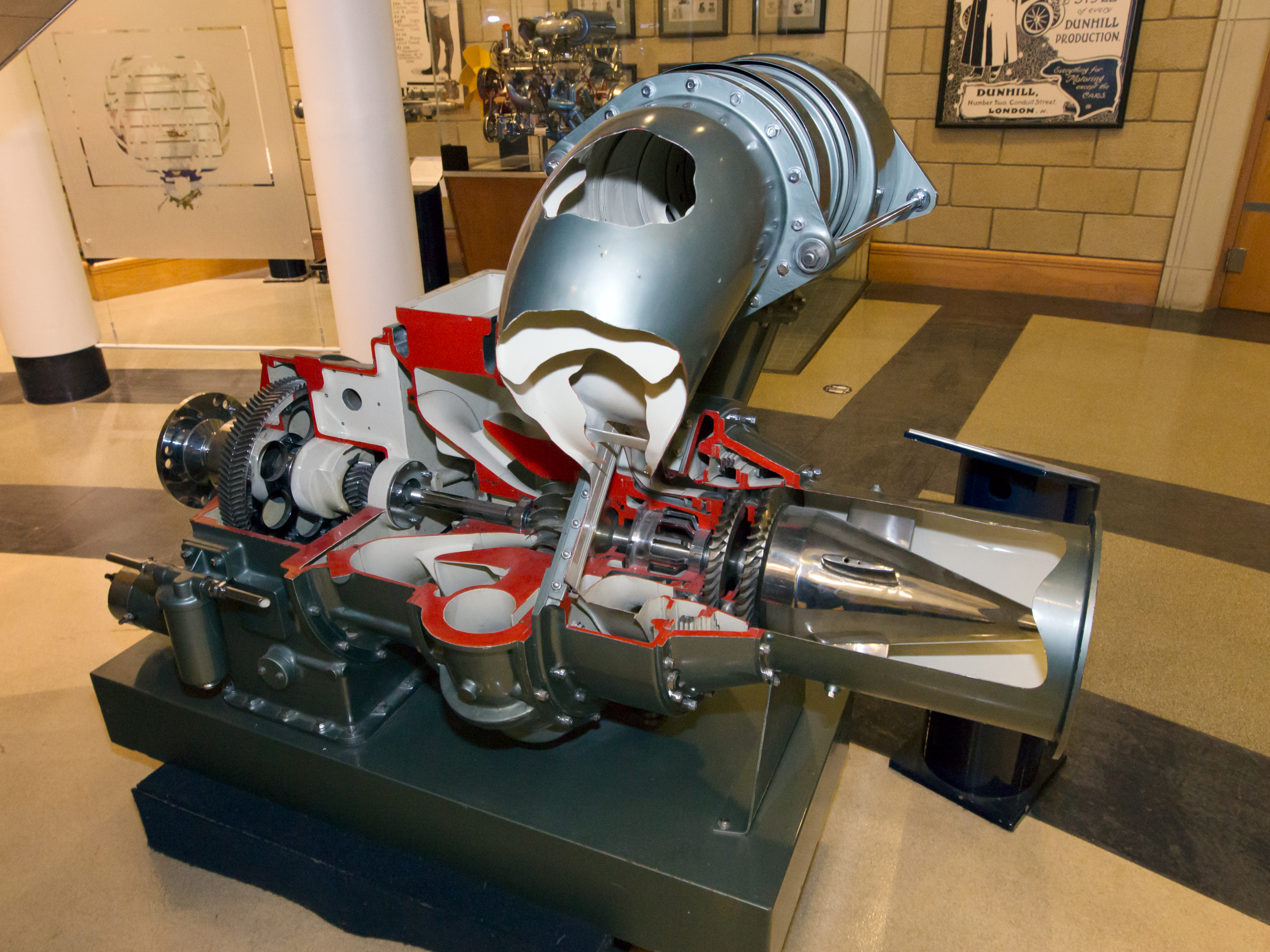
Motor de turbina de gas Austin (250 caballos de fuerza) en Gaydon.

La turbina de gas Austin de 250 CV era un motor turboeje de turbina libre desarrollado por el Dr. John Weaving en Austin Motor Company. Era un desarrollo de un motor anterior que se había utilizado en el automóvil experimental Austin Princess TUR1. Se sugirieron varios usos para el motor, como unidad de energía móvil y generador de respaldo para hospitales, pero no se encontró ningún uso comercial. Se desarrollaron derivados más potentes, pero tampoco encontraron usos.